# Marmota de Ménzbir
La marmota de Menzbier (Marmota menzbieri) és una espècie de rosegador de la família dels esciúrids. Viu al Kazakhstan, el Kirguizstan i l'Uzbekistan. Els seus hàbitats naturals són les estepes de muntanya i els prats alpins. Hiberna des de finals d'agost o principis de setembre fins a la fosa de la neu de l'any següent. Està amenaçada per la destrucció del seu entorn per l'expansió de l'agricultura.
Aquest tàxon fou anomenat en honor del zoòleg i zoogeògraf soviètic Mikhaïl Menzbier.